# Tournefortia obovata
Tournefortia obovata är en strävbladig växtart som beskrevs av Ellsworth Paine Killip. Tournefortia obovata ingår i släktet Tournefortia och familjen strävbladiga växter. Inga underarter finns listade i Catalogue of Life.